# Hebden Bridge
Hebden Bridge ist eine Landstadt im Metropolitan Borough Calderdale der englischen Grafschaft West Yorkshire. Laut Volkszählung besaß Hebden Bridge im Jahre 2001 insgesamt 4.500 Einwohner.

## Geographie
Hebden Bridge befindet sich etwa 25 km westlich von Bradford, 25 km nordwestlich von Huddersfield, 25 km nordöstlich von Rochdale, 20 km östlich von Burnley und 40 km nordöstlich von Manchester.

## Wirtschaft und Infrastruktur

### Verkehr
Hebden Bridge befindet sich an der A-Straße A646 (Halifax–Burnley), etwa 20 km vom M62 und 25 km vom M65 entfernt. Die Stadt ist zudem an das Bahnnetz angeschlossen: Von hier verkehren Züge der Calder Valley Line nach Halifax, Bradford, Leeds und York im Osten sowie nach Burnley, Rochdale und Manchester im Westen. Die nächstgelegenen internationalen Flughäfen sind Leeds Bradford International Airport und Manchester Airport.

## Kultur
Das Hebden Bridge Blues Festival (HBBF) gewann 2014 den British Blues Award in der Kategorie Bluesfestival. Seit 2011 findet es jährlich Ende Mai statt und bringt vor allem die britische Bluesbandszene auf die Bühne.
Miller’s Grave ist ein bronzezeitlicher Cairn in der Nähe von Hebden Bridge.
Der Singer-Songwriter Ed Sheeran wurde hier geboren.

## Belege
1. ↑  Winners of The British Blues Awards 2014
2. ↑  HBBF Performers 2011-2014